# Estancia Villa María
La Estancia Villa María es una residencia de campo situada en las zonas rurales de Carlos Spegazzini, partido de Ezeiza, aproximadamente a 45 km de Buenos Aires, Argentina.

## Historia
Villa María fue proyectada y construida por el arquitecto argentino Alejandro Bustillo, entre 1923 y 1927 en estilo tudor-normando con reminiscencias neogóticas. El edificio, de más de 3000 metros cuadrados de superficie fue construido utilizando materiales costoso y es considerado considerado uno de los mejores conservado de la época. Fue encargado originalmente por el médico y filántropo Celedonio Pereda, quien buscaba retirarse de las actividades urbanas y dedicarse al mejoramiento de algunas razas ovinas y bovinas. 
El edificio residencial principal contiene treinta dormitorios, todos con baños, un importante salón comedor, galería, balconadas y una terraza de almenas para jugar al chatelain.
En la década de 1990, la entonces propietaria, Eleonora Nazar Anchorena, perteneciente a una familia de ricos ganaderos, decide convertir la estancia en un emprendimiento turístico, abandonado sus características de crianza bovina. El complejo pasó a hospedar un hotel de lujo y un club de polo.

## Descripción
La estancia es considerada entre los historiadores del arte como un ejemplo del gusto de la dirigencia vernácula y de sus grupos exclusivos, que se reúnen en los "country club" en arias residenciales cerradas, lejos de la ciudadanía heterogénea. Estilísticamente viene reconocida como parte de la corriente arquitectónica del pintoresquismo de orígenes europeos, el cual, como en este caso, puede manifestarse en la construcción que tecnológicamente sea del tipo urbano y presentan elementos decorativos del tipo urbano, pero ubicados en un contexto rural, sin contacto con la arquitectura urbana local.

### El parque

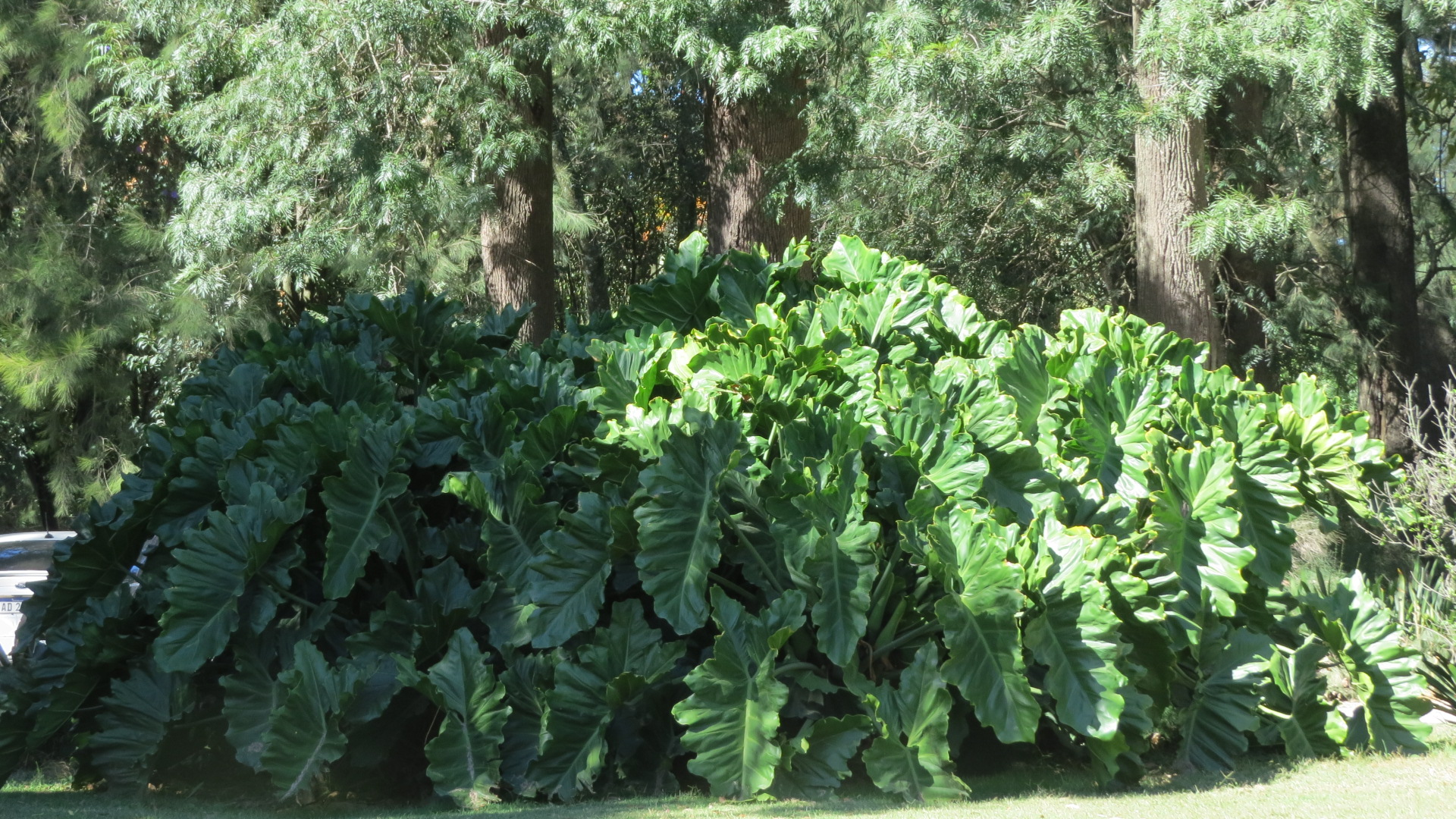
Un ejemplar de güembé en el parque de la estancia.

La estancia es rodeada de un amplio parque, diseñado por el paisajista Benito Carrasco (discípulo de Carlos Thays), y se encuentra cerca de algunos espejos de agua. Alejandro Bustillo, interesado en el contexto en que se insertaban sus obras, proyectó la villa de modo en que pueda tener vistas panorámicas del parque y de las lagunas. Desde el 2010 el parque, que se compone de 74 hectáreas, posee también un sendero botánico, que permiten al visitante interiorizarse en aspectos naturalísticos.

## Cultura popular
El complejo ha sido utilizado para la filmación de la película Mi primera boda y la telenovela Los ricos no piden permiso.
También se utilizó para los casamientos de la actriz argentina Luisana Lopilato y el cantante canadiense Michael Bublé en 2011, Abel Pintos y Mora Calabrese en 2021 y Alejandro Fantino y Coni Mosqueira en 2022.